# William Ronald Heyer
Pour les articles homonymes, voir Heyer.
William Ronald Heyer parfois abrégé en Ron Heyer est un herpétologiste américain né en 1941 et mort le 8 octobre 2023 à Arlington.
Il travaille au "Department of Systematic Biology" du Musée national d'histoire naturelle des États-Unis Smithsonian Institution de Washington DC.
Diplômé de l'Université de Californie du Sud Ph.D. en 1969.

## Taxons nommés en son honneur
- Lepidoblepharis heyerorum (Vanzolini, 1978)[2]
- Noblella heyeri (Lynch, 1986)
- Scinax heyeri (Peixoto et Weygoldt in Weygoldt, 1986)
- Hylodes heyeri Haddad, Pombal & Bastos, 1996
- Leptodactylus heyeri Boistel, De Massary, & Angulo, 2006
- Osteocephalus heyeri Lynch, 2002

## Quelques Taxons décrits
- Barycholos
- Cycloramphus bandeirensis
- Cycloramphus boraceiensis
- Cycloramphus carvalhoi
- Cycloramphus catarinensis
- Cycloramphus cedrensis
- Cycloramphus izecksohni
- Cycloramphus jordanensis
- Cycloramphus lutzorum
- Cycloramphus migueli
- Cycloramphus mirandaribeiroi
- Cycloramphus rhyakonastes
- Cycloramphus valae
- Hyla hylax
- Hyla pauiniensis
- Hylodes babax
- Hylodes charadranaetes
- Hylodes phyllodes
- Hylodes vanzolinii
- Paracrinia
- Phyllonastes
- Phyzelaphryne miriamae
- Pristimantis dundeei
- Rheobatrachidae
- Rupirana cardosoi
- Thoropa saxatilis
- Vanzolinius discodactylus

## Référence biographique
- (en) Information biographique